# Spansk flue
Spansk flue (Lytta vesicatoria) er en bille i familien oliebiller (Meloidae), også kaldt plasterbiller. Billen er 9 til 21 millimeter lang og har en metalgrøn overside. Benene er lange og slanke. Hannens følehorn er meget længere end hunnens.

## Udbredelse
Den er udbredt i Europa og Sibirien. Arten er formodentlig uddød i Danmark, og i Sverige er den i nyere tid kun fundet et par steder på Öland.

## Levevis
Spansk flue er knyttet til enlige bier, hvor den som larve lever som parasit i boet. Den voksne bille træffes ofte fouragerende på ask (Fraxinus excelsior), sjældnere liguster (Ligustrum vulgare), hyld (Sambucus sp.) og syren (Syringa vulgaris).

## Anvendelse
Fra denne bille kan man udvinde giftstoffet cantharidin, der tidligere har været brugt i lokalirriterende plastre og som tilsætning til afrodisiatisk konfekt.